# Göteborgs symfoniska kör
Göteborgs symfoniska kör grundades som Göteborgs konserthuskör 1917 av Elsa Stenhammar. Stenhammar var en drivande kraft i sekelskiftets körliv i Göteborg och körens medlemmar kom till stor del från Elsa Stenhammarkören och den körskola hon grundat 1916 på uppdrag av Göteborgs orkesterförening. Elsa Stenhammar blev körens första repetitör och den 8 december 1917 debuterade kören med Beethovens Körfantasi med Elsa Stenhammars kusin Wilhelm Stenhammar som pianist. Hon ledde kören fram till 1935 då hon avgick efter en konflikt med orkesterföreningens dirigent Tor Mann.
Kören ombildades sedermera till en ideell förening, men kormästaren är anställd av Göteborgs Symfoniker.
På dagen, den 8 december 2017, firades körens 100-årsjubileum med en särskild festkonsert i Göteborgs konserthus. Konserten gjordes tillsammans med Göteborgs Symfoniker och kronprinsessparet satt i publiken.

## Kormästare
- 2010–2014 Christina Hörnell
- 2015–2021 Alexander Einarsson
- 2023– Katie Thomas

Tidigare kormästare har varit bland andra Mats Nilsson, Pär Fridberg och Gunno Palmquist.